# 193158 Haechan
193158 Haechan este un asteroid din centura principală de asteroizi.

## Descriere
193158 Haechan este un asteroid din centura principală de asteroizi. A fost descoperit pe 28 mai 2000 la Bohyunsan de S.-L. Kim. Asteroidul prezintă o orbită caracterizată de o semiaxă mare de 3,20 ua, o excentricitate de 0,09 și o înclinație de 6,7° în raport cu ecliptica.